# Horácio de Góis
Horácio Dantas de Goes (Riachão do Dantas,[carece de fontes?] 6 de outubro de 1914 — Aracaju, 27 de outubro de 1998), mais conhecido como Horácio de Goes, foi um pecuarista e político brasileiro.

## Biografia
Filho de Epifânio José Fontes de Goes e de Anna Dantas de Goes, Horácio provém, portanto, da família Dantas, antigos procuradores da Casa da Torre de Garcia d'Ávila. Foi administrando as terras da Casa da Torre que os Dantas acumularam grandes extensões rurais. Horácio de Góis descende do comendador João Dantas Martins dos Reis e de Cícero Dantas Martins.
Casou-se com Creuza Fontes de Goes, filha de José Costa Fontes e Marieta Silveira Fontes e irmã do escritor e professor Coronel Arivaldo Silveira Fontes. Tiveram oito filhos, entre eles o diretor de empresa Horácio Dantas de Góis Filho, o deputado estadual Roberto Fontes de Goes e a juíza Mirena Dantas Fontes de Goes. Creuza Fontes de Goes ficou conhecida por sua suposta generosidade, que lhe valeu a alcunha de "Mãe dos Pobres". Foi eleita, em 15 de agosto de 1970, presidente da Associação de Proteção e Assistência à Maternidade e à Infância, entidade beneficente que mantém a Maternidade Ana Dantas de Goes. Foi ainda reeleita para diversos mandatos.
Foi prefeito de Riachão do Dantas por dois mandatos, deputado estadual em Sergipe por sete legislaturas (de 1959 a 1978) , chegando a presidir a Assembleia Legislativa, o que fez com que assumisse interinamente o governo do estado de Sergipe em algumas ocasiões e efetivamente em 1963 com as renúncias de Luís Garcia e Dionísio de Araújo Machado, que se recusaram a transmitir o cargo ao governador eleito Seixas Dória.